# Джеси Оуенс
Джеймс Клийвланд „Джеси“ Оуенс (на английски: James Cleveland „Jesse“ Owens) (12 септември 1913 г. – 31 март 1980 г.) е американски лекотатлет и четирикратен олимпийски златен медалист.
Оуенс се състезава в спринтовете и скока на дължина. Поставя три световни рекорда и споделя четвърти за по-малко от час на състезанието Big Ten в Ан Арбър, Мичиган през 1935 година. На Летните олимпийски игри в Берлин Оуенс печели световна слава с четири златни медала: на 100 метра спринт, 200 метра спринт, скок на дължина, и 4 × 100 m щафета. Той е най-успешният спортист на игрите и като такъв е сочен като човекът, „смазал собственоръчно хитлеровия мит за арийското превъзходство“.